# Шљивовичка планина
Шљивовичка планина, или познатија као Шљивовички вис и њена подгорина, је простор који се налази у склопу планинскокотлинско — долинске области Србије, који припада Карпатско-балканским планинама источне Србије, или у ужем смислу источној Србији, као саставни део њене јужне субрегије, Балканске Србије. Ограничена је са две тектонске зоне Белопаланачком и Лужничком. Има изглед хорста. Испресецана је попречним раседима (ступњевитим степеницама) почевши од најнижег Малог курила, преко Великог курила и Поповог врха до највишег Шљивовичког врха. Шљивовичка планина као целовити комплекс са Белавом и Црним врхом у ствари представља навлаку која је „дошла” са југозапада, изграђену углавном од кредних банковитих и слојевитих кречњака и доломита, али и јурске карбонатне творевине.

## Положај и пространство
Географски положај Шљивовичке планине, која прекрива површину од 127,54 km², од најсеверније до најјужније тачке обухвата простор од 8' 14" географске ширине, док од најисточније до најзападније тачке обухвата 12' 32" географске дужине, одређен је следећим координатама крајњих тачака овог простора:
- Најсевернија тачка територије, са географским координатама 43⁰ 14' 08" N и 22⁰ 23' 12" E, налази се на реци Нишави, на 300 m надморске висине, 550 m југозападно од врха Мала рудина (486 m).
- Најјужнија тачка је на ушћу Братишевачког потока у Лужницу, на 517 m надморске висине са координатама 43⁰ 05' 54" N и 22⁰ 24' 14" E.
- Најзападнија тачка се налази 900 m западно од Чуке (467 m) на Малом Курилу, са координатама 43⁰ 12' 57" N и 22⁰ 17' 05" E.
- Најисточнија тачка територије налази на ушћу Магличке у Пасјачку реку на 408 m надморске висине са географским координатама 43⁰ 09' 09" N и 22⁰ 29' 37" E.

Овако дефинисан Географски простор Шљивовичке планине има приближно правоугаони облик, чија је оријентација северозапад — југоисток. Праволинијским спајањем крајњих тачака добија се да је дужина (запад - исток) Шљивовичке планине 18,5 km, док је ширина (север - југ), 15,4 km.

### Границе простора Шљивовичке планине
Северна граница — је река Нишава
Западна граница — чини је Коритничка река, коритнички расед и поток који тече преко потеза Балван.
Источна граница — чине је реке: Магличка, Бистерска, Занога и теловачки расед.
Јужна граница — чине је делови тока Братишевачког потока, Лужнице, Крњинског (Горњомалског) потока, Пасјачке реке, као и раседна линија између врхова Петлово бојиште (707 m) и Мртвило (734 m). 
- Шљивовички вис, поглед из Бабушнице
- Шљивовичка планина и у подножју Белопаланачка котлина и Бела Паланка

Шљивовички венац се састоји од низа планинских врхова и брда: од Малог Курила (467 m) на северозападу, до Петловог бојишта (707 m) на југоистоку. Језгро планинског венца окупљено је око највишег врха, Шљивовичког виса, са 1.258 m надморске висине. Шљивовички венац је ограничен са две тектонске зоне Белопаланачком и Лужничком. Има изглед хорста. Испресецан је попречним раседима (ступњевитим степеницама) почевши од најнижег Малог курила, преко Великог курила и Поповог врха до највишег Шљивовичког врха.
Шљивовичка планина је смештена између Суве планине на западу и југозападу, Белаве на североистоку, Сврљишких планина на северу и Влашке планине на југоистоку. Највећим делом припада Општини Бела Паланака а мањим деловима Општини Пирот и Општини Бабушница у Пиротском управном округу.

## Географске одлике
Шљивовичка планина се налази се у склопу Карпато-балканида Источне Србије. Прва сазнања о геолошким приликама Карпатско-балканске Србије потичу из екскурзионих бележака и радова Ф. Туле, Ј. Жујевића, Ј. Цвијића и других. Деловањем ендогених сила, односно епирогеним и орогеним тектонским процесима, настали су истакнути облици у рељефу који су се касније обликовали радом егзогених процеса. Тако насто рељеф са свим својим морфолошким погодностима и ограничењима, много хиљада година касније, значајно је утицао на размештај многих људских активности и одржив развој.

### Геолошка прошлост
У геолошкој грађи Шљивовичке планине доминирају седиментне стене. Појава магматских творевина на топографској површини означена једном веома малом партијом еруптива, док су метаморфне стене представљене лапоровитим шкриљцима и кварцитима  Према старости, преовлађују мезозојски, а потом кенозојски седименти. Палеозојска серија је незнатно заступљена на топографској површини, а њен творевине стварале су се током камбријума, ордовицијума, силура, девона и доњег карбона претежно у морској средини, а у средњем и горњем карбону, и перму, у континенталној средини.
Палозојик
За време перма на овом простору, дошло је до промене климе и других фактора који су условили настанак дебелих серија континенталних творевина. Распрострањена је формација црвених пешчара, док се као најстарије стене које избијају на топографску површину Шљивовичке планине јављају се пермски конгломерати, пешчари и алевролити. Ове стене су окружене банковитим и слојевитим доњекретацејским кречњацима и доломитима и једном веома уском партијом јурских кречњака и пешчара, на југоистоку. Прекривају површину од 0,54 km² и чине 0,41% укупне територије. Откривени су у североисточном делу кречњачког била Шљивовичког виса, у малом тектонском прозору, који су Вујисић и сарадници (1980) називали „тектонски прозор Кременице“.
Мезозоик
Крајем палеозоика и почетком јуре, у данашњој Источној Србији, услед маринске трансгресије прекинута је сува, континентална фаза, током које су се таложили црвени пешчари. Краткотрајном трансгресијом тријаског мора отпочео је мезозојски седиментациони циклус. Ово море је оставило трагове у геолошкој грађи Шљивовичке планине у облику мезозојске творевине која је представљене незнатном партијом јурских и доминантним учешћем кретацејских стена.
У геолошком саставу Шљивовичке планине седименти јурске формације на топографској површини су заступљени са свега 0,07%, а представљени су веома уском партијом кречњака и пешчара из средње јуре (догера), која са југоисточне стране ограђује пермске творевине у тектонском прозору Кременице. Ове формације се пружају у дужини од 925 m у правцу југозапад — североисток, и максималне су ширине партија до 167 m

### Термоминералне појаве
Термо-минерални извори се јављају у раседним зонама Шљивовичке планине где вода доспева до већих дубина, загрева се и оплемењује различитим минералним материјама. У простору Шљивовичке планине и подгорине јављају се три термо-минерална извора: 
- Белопаланачка Бањица, која избија у северном подножју Малог Курила на морфолошкој граници дна Белопаланачке котлине и њеног јужног обода. Извориште је разбијеног типа. Вода избија из кречњака у висини алувијалне равни Нишаве разливајући се у виду пиштаљина. Главни извор избија у кругу бивше фабрике текстилних машина „Будућност“, на око 290 m надморске висине.[6]
- Пењско, који избија у клисури Мокрањског ждрела на левој обали Коритничке реке, на висини од око 320 m. Температура његове воде се креће од 16,5⁰C до 17,5⁰C. Воде овог врела није испитана.
- Топлик, има највећу температуру воде (18⁰C), а избија у селу Мокра. Воде овог врела није испитана.

Сва три извора се јављају у подножју Малог Курила.

### Минерално богатство
Простор Шљивовичке планине и подгорине не располаже рудама метала, али је на рудном богатству у ранијим периодима историје темељен развој непосредног окружења.
Први познати рудари у планинама средњег Понишавља били су Беси. Из римских писаних докумената познато је да су Римљани враћали Бесе који су емигрирали са ових простора како би, вађењем злата и копањем гвожђа, оживели замрлу рударску делатност.
Рударењем бакра на овој планини бавили су се Саси, о чему постоје трагови. Има претпоставки да се у Белопаланачком крају, у току средњег века, рударило злато. На то указују имена села „Доња“ и „Горња Глама“, која према Костићу (1970), потичу од средњевековне рударске активности, и речи „глама“ која значи злато. Могуће је да су се на подручју ова два села налазила стара златоносна рудишта, или можда топионице и чистионице, у којима су Дубровчани одвајали злато од сребра и трговали. 
Између два светска рата у руднику Вета, на територији општине Бела Паланка, комерцијално су експлоатисане мање количине бакра. Такође је вађен и камени угаљ, лигнит и графит. Угаљ је вађен у Новом Селу, Чифлику, Теловцу и Мирановцу, а графит у околини Вете.
Данас се на овим просторима експлоатише једино кречњачки камен у Долцу (Сићевачка клисура) и код села Понор у источној подгорини Шљивовичке планине.
За седиментне стене Шљивовичке планине и подгорине везана су извесна лежишта неметаличних сировина. Оне су углавном представљене лапорцима, глинама, кварцним песковима, кварцитима, калцитима и карбонатним стенама. Лапорци и лапоровити шкриљци се јављају у северној, западној и југозападној подгорини. Лапорци су у Белопаланачкој котлини заступљени претежно уз јужни обод, где садрже и до 65% калцијум карбоната. Они се могу пећи и без додавања калцијум карбоната, док је додавање кречњака сиромашнијим лапорцима сасвим извесно и у одговарајућим процентима.
Глине се јављају у северној и југозападној области Шљивовичке планине. На јужном ободу Белопаланачке котлине присутне су беличасте глине. То су уме или сукнарске глине сталожене у време нижих стања језерских вода. Садрже најмањи проценат органске материје и веома добро упијају масти. У прошлости су се користиле у ваљавицама и за прање.
Кварцни пескови, који су незамењива сировина у стакларској индустрији, јављају се у северној суподини Шљивовичке планине. Пескови су жућкасте боје због присуства лимонита, а удео кварца у њима креће се од 80 до 92%. То су претежно средњозрни пескови, али се под Великим Курилом јављају и ситнозрни, скоро прашинасти пескови. У јужном делу проучаваног простора, у Лужничкој котлини, јављају се у плиоценој серији језерских седимената. У атару села Стрижевца су жућкасте или црвенкасте боје и садрже велики проценат кварца.
Калцит је присутан у зони која се пружа од Великог Курила све до Шљивовичког врха и Белаве. Кречњак и друге карбонатне стене (доломити и бигар) покривају највеће површине Шљивовичке планине. Најчешће представљају сировину за добијање грађевинског материјала (грађевински и украсни камен, креч).
Прослојци лигнита јављају се у северном делу Лужничке котлине у околини села Ресника и у атару Стрижевца. Ове појаве нису значајне за комерцијалну експлоатацију.

### Клима
Поднебље Шљивовичке планине и њене подгорине налази се у области умереноконтиненталне климе са просечним годишњим амплитудама температуре мањим од 23⁰C, и према рејонизацији Ракићевића (1980), делови овог простора припадају Понишавском и Власинском климатском рејону. 
Понишавски климатски рејон, према Кепеновој класификацији, припада умерено-топлом C климату. Обухвата Белопаланачку, Коритничку и Пиротску котлину. Власински климатски рејон обухвата планински рељеф јужно од Нишаве, а на проучаваној територији њему би припадала Шљивовичка планина. Према Кепеновој класификацији, Власински климатски рејон сврстава се у умерено хладни Д климат. Према Спасојевићу, ниже планине у рељефу Понишавља (Калафат, Белава и друге) са висином од 800 до 1200 m, могу се издвојити у субпланински климатски рејон, као прелазни између Понишавског и Власинског. У складу са оваквом рејонизацијом, субалпском климату припадала би и Шљивовичка планина.
| Средње темературе годишњих доба у Белопаланачкој котлини (1950—2009) |         |          |         |          |
| Годишње доба                                                         | Зима    | Пролеће  | Лето    | Јесен    |
| Средња температура                                                   | -0,6 °C | 11,87 °C | 22,8 °C | 12,07 °C |

## Педологија
С обзиром на велику вертикалну расчлањеност, педолошке особине земљишта Шљивовичке планине и њена подгорина показују знатне разлике. Поједини типови земљишта јављају се у одређеним висинским зонама, а стране и сутеске, клисуре и амфитеатрални стеновити заклони имају специфичне педолошке особености. На подручју формираних поља налазе се азоналне земљишне творевине (алувијална, делувијална и алувијално-делувијалну а изнад њих типичне зоналне (црвенкасто-рудо и црвеница, рудо, планински подзол и планинска црна буавица.
Са левее стране Нишаве, налазе се алувијална, а у подножју планинских падина делувијална, а између њих прелазна алувијално - делувијална земљишта, „као резултат рада геоморфолошких чинилаца”.
Алувијум је река Нишава сталожила за време периодичних поплава, и он је сачувао основне карактеристике речног типа. Ово земљиште је доста водопропустљиво и сиромашно хумусом. Алувијално-делувијални нанос настао је на местима где су се сукобљавали алувијални и делувијални чиниоци педогенезе, па се сматра да се ово земљиште може сматрати да се оно инфилтрирало у међупросторе поменута два основна земљишна типа.
У земљишта са бољим производним особинама спада карбонатни глиновити алувијално-делувијални нанос, иловасти алувијум и бескарбонатни делувијум, док карбонатни песковито-иловасти алувијум има слабије испољене производне особине. На боље производне особине земљишта утиче већи садржај глиновите и колоидне фракције у односу на песковито - иловасти алувијум.
Промена састава земљишта са висином настале је због снижавања температуре и повећања атмосферског талога, а диференцијација земљишта по спратовима због заједничког деловања педолошких процеса и денундације. Јер се у подножју вршило гомилање ферооксида (што условљава интензивно оцрвеничавања) и редукција силицијум-оксида, док се у смеру према врховима планина кретао обрнут процес.

## Биљни и животињски свет
Биљни свет
Вегетација крашких предела Шљивовичке планине и њене подгорине, флористички је врло разноврсна али је просторно релативно мало заступљена. Највећим делом су ови предели обешумљени или су шуме потпуно девастиране. Тако се природни шумски комплекси, везани за одрећен тип земљишта, јављају само на ограниченим, тешко приступачним планинским просторима. У јужним пределима котлине, у подножју планина, најпре је заступљен медитерански флорни елемент са знатним бројем врста пртежно ниске вегетације, којима црвеница одговара као тип земљишта.
Како је дно подгорине још крајем 20. века обешумљено и приведено пољопривредним и другим културама. Житарица и повртарске културе су у алувијалној равни и на нижим терасама, а воћњаци и виногради у вишим деловима, и главно су фитогеографко обележје ове области. Доминантне воћне културе које се плантажно узгајају у простору Шљивовичке планине и подгорине су шљива, трешња, орах, вишња и јабука. Према попису пољопривреде из 2012, шљива се највише плантажно узгаја у Шљивовику (8,0 ha), Дивљани (6,8 ha), Доњој Коритници (6,2 ha) и Мокри (5,0 ha). О дугој традицији узгоја воћа на овим просторима сведоче и бројни топоними који се везују за воће, а најчешће трешњу, крушку и шљиву. То су Сливје у Шљивовику, Трештеница у атару Доњег Крњина, Црешњиште у Горњем Крњину, Црешња у Бежишту, Горње Крушје и Круша у Стрижевцу, превој Крушка у удолини Венац и бројни други.
У првој половини 20. века, на том потесу углавном је гајен кукуруз и биле су баште, местимично шљивари. Сачувану природну вегетацију чине заостале асоцијација у равни котлине, попут местимичних ливада и осамљеног дрвећа; тополе, врбе, цера, граба, јасена, трепетлике, бреста (веома ретко), липе, дивље крушке, дрена, глога, трњине, леске, зове, шипка, киселог дрвета, дивљи јоргован. Од стране Шумског газдинства и Покрета Горана засађен је на појединим просторима бор, ариш, смрча.
Животињски свет
У шумским пространствима Шљивовичке планине и њена подгорина срећу се зец, покоји вук и шакал, дивља свиња, срндаћ, јазавац, лисица, миш, јеж, корњача, кртица, гуштер зеленбаћ и гуштер слепић. 
- Шумски пух
 Dryomys nitedula
- Бела кања
 (Neophron percnopterus)
- Шумски миш
(Apodemus sylvaticus)
- Орао змијар
(Circaetus gallicus)

Од змија у Шљивовичке планине и њена подгорина срећу се поскок, шарка, смук, белоушка и блавор. 
- Смук
(Coluber longissimus),
- Поскок
(Vipera ammodytes)
- Шарка
(Vipera berus)
- Белоушка
(Natrix natrix)

Међу најбројнијим птицама Шљивовичке планине и њена подгорина су врапци и сенице а ту су још и славуј, сојка, кос, ласта кукавица, детлић, јаребица, дивљи голуб, сврака, гавран, јастреб, кобац, понеки орао и наравно сова. Поред водених токова могу се срести роде, дивље гуске и дивље патке.
Са крчењем шума и интезивном обрадом терена, поједине животиње су се повукле из Шљивовичке планине и њена подгорина.

## Привреда

### Индустрија
Индустријски развој Шљивовичке планине и подгорине започео је тек у другој половини 20. века, када су у оквиру социјалистичке изградње Србије подигнути први производни погони у Белој Паланци и Бабушници, које су се после Другог светског рата развиле у административни, културни и индустријски центар Белопаланачке и Лужничке котлине и брдско-планинског обода.

### Занатство
За време турске владавине, занатством су се бавили: Турци, Цинцари и Цигани. Турци су се бавили воденичарством, кујунџијским и бакаларским занатом, Цинцари бакаларским, а Цигани, ковачким занатом. Пред крај периода владавине Турака, средином XIX века, и Срби почињу да се баве занатима, највише платнарским и терзијским. После ослобођења од Турака, уз „наслеђене“ занате, српско становништво се почело бавити и црепарским, столарским, фарбарско-молерским, дунђерско-зидарским, лимарским, сапунџијским, вуновлачарским, воскарским, ткачким, бојаџијским и бројним другим занатима.
Занатство је почело опадати од тридесетих година 20. века, са првом појавом готове робе. Нарочито задњих деценија 20. ипрвих 21. века, традиционална занатска делатност је замењена машинском производњом и готово да је потпуно нестала.
У простору Шљивовичке планине и подгорине доста дуго се одржало кречарство, у оквиру кога се и данас у ретким кречанама, још увек производи креч на традиционалан начин.
До друге деценије 21. века у простору Шљивовичке планине и подгорине су се одржали: грнчарски, воденичарски и ковачки занат. Грнчарство је једно од најстаријих људских делатности које је у овом простору присутно још од периода праисторије. Основу за развој грнчарства представљало је присуство одговарајуће врсте земље (глине). 
.

### Саобраћај с краја 19. века и у 20. веку
Запрежни саобраћај на простору Шљивовичке планине и подгорине у овом периоду почивао је на снази говеда: волова и крава. У сваком од села било их је просечно око 500. Највећи значај у локалном запрежном саобраћају и у традиционалном привређивању, све до увођења савременијих превозних средстава имали су волови. Период изобичавања волова у овом крају започео је у периоду од 1955 до 1960. године, постепеним упрезањем крава за обављање истих послова, које су истовремено доносиле и приход. У исто време у ова села почели су стизати и први трактори 1960. године.
Десет година након ослобођења југа Србије од Османлијског царства, кроз белопаланачку котлину, 1888. године пуштена је у саобраћај међународна железничка пруга Ниш — Цариград. Она је због сложених историјских околности, нагло је „угасила“ улогу Цариградског друма за овај крај. Већи утјецај пруге као саобраћајнице код домаћег становништва забележен је међу многи становници Шљивовичке планине и подгорине који су одлазе у печалбу, а касније и на школовање углавном у Ниш и Београд. Такође са развојем привреде после Другог светског рата овом пругом транспортоване су и све веће количине разних производа.